# Utau
UTAU - Singing Voice Synthesis Tool  (UTAU - 歌声合成ツール), o simplemente Utau (estilizado como UTAU), es un sintetizador de voz japonés desarrollado por Ameya / Ayame. UTAU significa "cantar" en japonés.
Utau utiliza conjuntos de grabaciones, conocidos como bancos de voz o voicebanks (a veces abreviado vb), y proporciona a los usuarios la capacidad de interpretar canciones escribiendo la letra (o el sistema elegido para representar los sonidos) y fijando la melodía. Adicionalmente, se pueden trabajar las dinámicas de la voz. 
El programa se ha inspirado en el sintetizador de voz Vocaloid, pero, a diferencia de este, es freeware, aunque se puede adquirir una licencia que le provee de una nueva interfaz, así como características adicionales que facilitan su uso. 
La interfaz es parecida a la de Vocaloid, sin embargo, varios usuarios encuentran a veces más cómoda de usar la interfaz de UTAU o viceversa.

## UTAU-Synth
UTAU-Synth es la versión sucesora de Utau, desarrollada para el sistema Mac OSX, siendo la que recibe las actualizaciones más recientes. La interfaz fue renovada y, a comparación de su antecesor, es necesario renovar los códigos para sus licencias de prueba.
A pesar de ser una versión renovada, carece de herramientas al ser comparada con la versión original.

## Vista general
En marzo de 2008, Ameya lanza Utau: una herramienta gratuita para sintetizar voces a partir de bibliotecas de sonido en formato WAVE.
Utau fue creado para editar una voz humana existente, usando grabaciones de combinaciones de fonemas, fonos, sílabas o moras que se guardan en el directorio de voces elegido (por defecto, será la carpeta "voice", generada al momento de instalar el programa). El software también incluye herramientas para controlar el tono, el volumen y el timbre, entre otras funciones.
No existe una cantidad mínima de archivos requerida ni la necesidad de emplear sonidos de un ser humano para crear un voicebank funcional. Gracias a esto, se han podido sintetizar instrumentos musicales y otras voces artificiales. Aun así, mientras exista una mayor variedad de sonidos, mayores deberían ser las posibilidades de las bibliotecas de sonido.
Por defecto, Utau cuenta con un banco de voz inicial incluido al momento de instalarlo, conocido como "Uta Utane" o "Defoko". Sus archivos fueron generados con "AquesTalk Female-1", que forma parte de AquesTalk, un sintetizador de habla que recrea voces completamente artificiales y que se distribuye gratuitamente por Aquest. Se ha concedido un permiso especial por parte de la compañía para la creación e implementación de Defoko en Utau.
Las voces sintetizadas en el programa también se conocen comúnmente como "Utau" (con o sin plural ["los Utau" o "los Utaus" serían expresiones igualmente comunes]), aunque también se utiliza el término "Utaloid" en un intento de imitación, como lo que ocurre con "Vocaloid", el programa en el que Utau se inspira.
Cientos de voces ya han sido desarrolladas por usuarios independientes. Estas se distribuyen normalmente por sus creadores a través de descargas directas por Internet. La gran mayoría son gratuitos, al igual que el propio programa.
Si bien el japonés es el idioma más común entre las voces creadas, además de ser el más fácil de usar y recrear, la cantidad de idiomas recreados se han ampliado, habiendo muchos Utau que pueden cantar en dos o más idiomas, ya sea a través de voicebanks diseñados específicamente para estos, como añadiendo sonidos a una voz diseñada para otro idioma (por ejemplo, incluir fonemas del español a una voz japonesa), entre otros métodos, siendo el inglés la segunda lengua más popular.
A pesar de que el japonés es el idioma principal y el utilizado en las versiones iniciales del programa, a día de hoy existe una traducción oficial casi total al inglés de este y, como alternativa, es posible conseguir, crear y compartir traducciones textuales en otros idiomas, creadas por los usuarios a través de carpetas "res" (que contienen las funciones traducidas) o las versiones alteradas de este.
Para asegurar el pleno y correcto funcionamiento del programa, es recomendable que la computadora de los usuarios sea compatible con la lectura de caracteres japoneses y, como el software no fue programado con el estándar Unicode, se debería tener la opción para la lectura de programas no Unicode en japonés. De lo contrario, el programa no funcionará adecuadamente en algunos casos, dando múltiples errores.
Los archivos editables que contienen las letras, las melodías, el tono y el ritmo, así como otros datos de utilidad (banco de voz y dinámicas de voz usadas), se guardan con un formato propio, conocido como "UST" (sigla para UTAU Sequence Text), representada por la extensión ".ust". Estos archivos pueden ser distribuidos libremente en casi todos los casos, lo que constituye una fuente casi ilimitada de canciones conocidas que se pueden interpretar, aunque siempre se deben tener en cuenta las condiciones de uso de estos y de los Utau, que han sido pautadas por cada usuario, ya que muchos no permiten el uso comercial, la redistribución ni mucho menos el uso sin dar créditos.

## Respecto a la comunidad
La comunidad de UTAU tiene mucha importancia sobre el mismo. Los avances, aportes e investigaciones orientadas al desarrollo de voces (listas o métodos de grabación, tutoriales, entre otros) y extensiones (fundamentalmente plug-ins) ocurren de forma descentralizada y completamente independiente entre usuarios de la comunidad.
Por lo general, no existe un consenso o norma fija (al menos en los usuarios hispanohablantes) sobre el correcto uso de los términos que se manejan en las comunidades, puesto que no existen instituciones que regulen la jerga a utilizar. Esto normalmente se traduce en la divergencia de nombres o de formato a utilizar en algunos casos (como el orden de los nombres y apellidos de los Utau en las comunidades occidentales: algunos, por ejemplo, preferirían decir "Utane Uta" en lugar de "Uta Utane"), aunque existe cierta regularidad para otras cosas, tales como la nomenclatura para describir el formato de las voces.
Los vocalistas virtuales creados para el programa suelen incluir tanto representaciones gráficas (logos; ilustraciones; símbolos...) como una caracterización (historia; personalidad; biología...), aunque esto no es obligatorio. 